# 前进蒙特卡罗
前进蒙特卡罗（法语：Nous irons à Monte-Carlo），英文名蒙特卡罗宝贝(英语：Monte Carlo Baby)，指以下两部喜剧影片：
- 1951年，英文影片蒙特卡罗宝贝(Monte Carlo Baby)，导演Jean Boyer与Lester Fuller。
- 1952年，法文影片前进蒙特卡罗（Nous irons à Monte-Carlo），导演Jean Boyer。

法文影片系英文影片的翻拍。

## 剧情

### 法文版剧情
年轻的电影女明星Malissa Farrell和著名钢琴家Rudy Walter正在闹离婚。他们的孩子Johnny Walter被扔给了保姆Marinette，她却错将孩子辗转送到了Ray Ventura的乐团成员Max手里。Max误认为这是自己女儿生下的私生子，便留下了他，并在乐团乘火车去往蒙特卡罗参加爵士音乐节的途中，使乐团上下误以为孩子是乐团中某人的情人送来的。既然没有人愿意承认自己是孩子的父亲，乐团全体人员便共同担负起养育孩子的重任。Philippe是乐团里的男高音，和富家千金Jacqueline相好。Jacqueline及其父母与乐团同乘一列火车抵达了蒙特卡罗。Jacqueline的父亲Chatenay-Maillard发现女儿的私情，大发雷霆。Jacqueline顺水推舟，对父亲声称孩子是自己和Philippe所生，逼父亲同意二人结婚。孩子的父亲Rudy Walter由侦探处得到消息，和侦探一起赶到蒙特卡罗。与此同时，Marinette已经发现自己的错误，在蒙特卡罗骗得乐团信任准备将孩子偷偷抱走，却被乐团成员Antoine发现。Marinette为掩盖大明星的私生活，只好声称孩子是自己的。不料Jacqueline父思孙心切，抢先一步把孩子抱回了家。Jacqueline和Philippe里应外合，又把孩子送回了乐团。孩子母亲Malissa Farrell得到消息后也赶到蒙特卡罗，想方设法买通了侦探，以争得孩子。侦探混入Marinette和孩子乘坐的回家列车，把孩子偷走。乐团几乎全体出动，以帮Marinette抢回孩子。音乐节上，只剩下5名成员(包括团长Ray Ventura在内)的乐团全靠一部唱机和Antoine的精彩表演蒙混过关。经过一番激烈追逐，各方人员阴差阳错全都到了警察局。在警察面前，Jacqueline不得不承认自己并非孩子母亲，而Marinette也坦承自己不是孩子母亲。正当Max抱着“孙子”喜气洋洋的时候，其女儿却抱着真正的孙子到来。乐团为孩子编排了一个找父母的音乐剧，在法国电视台播出。孩子的亲生父母和Marinette闻讯赶到演播厅，一家三口重聚，夫妻和好如初。

## 演员表
| - Philippe Lemaire : Philippe - Audrey Hepburn : Miss Farrell/Melissa Walter - Marcel Dalio : L'impresario - Ray Ventura : Lui-même, avec son orchestre - André Luguet : Chatenay-Maillard - Rôle d’Antoine : - 法文版 : Henri Génès - 英文版 : Jules Munshin - Rôle de Jacqueline : - 法文版 : Danielle Godet - 英文版 : Michele Farmer - Rôle de Marinette : - 法文版 : Jeannette Batti - 英文版 : Cara Williams - Rôle de Max : - 法文版 : Max Elloy - 英文版 : Russel Collins - Michel André : Le speaker - Georges Lannes : Le détective | - René Bourbon : Le directeur du festival - Lucien Callamand : Le portier - Daniel Cauchy : Un fan de Miss Farrell - André Dalibert : Bindinelli - Suzanne Guémard : Mme Chatenay-Maillard - Nicole Jonesco : Germaine - Geneviève Morel : La voisine - Germaine Reuver : La concierge - Jackie Rollin : Mme Bindinelli - John Van Dreelen : Rudy Walter - Jeanne Véniat : La mère de Marinette - J. Orrigo : Johnny Walter, le bébé de Melissa et de Rudy - Les Quat'jeudis - Nicolas Amato - Alain Bouvette - Gérard Buhr - Primerose Perret - Lionel Murton - Marcel Méral - Edmond Audran |

## 音乐
法语影片音乐由Paul Misraki创作，绚丽华美，为本片增色不少。片中法文歌曲如"Oui,mon amour","Tout mais pas ça", "C'est que je t'aime" 等都十分动听。本片还使用了大量音乐剧元素，唱演合一，令人赏心悦目。

## 法文版精彩片断
- Philippe和Jacqueline在帆板上合唱"Oui,mon amour"，碧海柔情，引人入胜。
- Antoine配合唱片为5人乐团撑场子，笑料百出。
- 乐团一帮大男人哄孩子，手忙脚乱，十分有趣。

## 奥黛丽·赫本的早期作品
1951年英文影片蒙特卡罗宝贝系著名女演员奥黛丽·赫本演艺生涯初期的作品。她在该片中扮演一位被宠坏了的女明星。许多赫本的传记都谈到了本片，称其因此片而受到剧作家Colette的青睐，被选为音乐剧《金粉世界》(Gigi)的主演，从而为其向好莱坞发展奠定了基础。
1952年翻拍法文影片前进蒙特卡罗时，因赫本法文流利，故仍扮演同一角色，只不过角色名称变为Melissa Walter。